# Zubrza (Polska)
Zubrza – osada w Polsce, położony w województwie dolnośląskim, w powiecie górowskim, w gminie Wąsosz.
Wchodzi w skład sołectwa Pobiel.
Do 2024 r. miejscowość była przysiółkiem wsi Pobiel. W latach 1975–1998 przysiółek należał administracyjnie do województwa leszczyńskiego.